# Маркус Гільперт
Маркус Гільперт (нім. Marcus Hilpert; нар. 1 липня 1971) — колишній німецький тенісист.
Найвищу одиночну позицію світового рейтингу — 343 місце досяг 24 червня 1996, парну — 141 місце — 6 листопада 2000 року.

## Титули на челленджерах

### Парний розряд
| Ранг | Рік  | Турнір                                      | Покриття | Партнер          | Суперники                         | Рахунок       |
| ---- | ---- | ------------------------------------------- | -------- | ---------------- | --------------------------------- | ------------- |
| 1.   | 1996 | Азорські острови, Португалія                | Тверде   | Крістіан Сакіану | Джеймі Дельгадо Чарлі Сінґер      | 6–7, 6–2, 6–4 |
| 2.   | 1999 | Ньюкасл-апон-Тайн, Велика Британія (острів) | Ґрунт    | Воган Сніман     | Г'юго Армандо Седрік Кауфманн     | 7–5, 7–6      |
| 3.   | 1999 | Единбург, Велика Британія (острів)          | Ґрунт    | Воган Сніман     | Маркос Рой-Хірарді Аттіла Шавольт | 6–1, 7–6(7–3) |